# British Nuclear Fuels Ltd
British Nuclear Fuels Limited (BNFL) fou una empresa d'energia nuclear i combustibles propietat del govern del Regne Unit. Va ser fabricant de combustible nuclear (sobretot MOX), va fer funcionar reactors, generar i vendre electricitat, reprocessar i gestionar el combustible gastat (principalment a Sellafield) i va desmantellar plantes nuclears i altres instal·lacions similars.

## Història
Va ser creada el febrer de 1971 a partir de la dissolució de la divisió de producció de l'Autoritat d'Energia Atòmica del Regne Unit (UKAEA).
Fins al 2003, la seva seu es trobava a Risley, prop de Warrington, Anglaterra. Aleshores, la seu de BNFL es va traslladar a un polígon industrial de Daresbury Park, també prop de Warrington. L'1 d'abril de 2005, BNFL va formar un nou holding i va iniciar un procés de reestructuració que transferiria o vendria la major part de tot el seu domini, creant diverses divisions. El 2005, va transferir tots els seus emplaçaments nuclears a l'Autoritat de Desmantellament Nuclear. Després va vendre la seva filial de Westinghouse Electric Company el febrer de 2006. Més tard, BNFL va vendre les empreses separades que formaven la seva filial principal, British Nuclear Group, deixant una organització de desmantellament i reprocessament que es va convertir en Sellafield Ltd. Al maig de 2009, BNFL havia completat les vendes de tots els seus actius i no tenia activitats o negocis operatius restants.
BNFL va continuar existint només com a entitat legal per fer front a tots els passius de pensions i qualsevol obligació derivada dels programes d'alienació. Tanmateix, el 14 d'octubre de 2010, el ministre de l'Oficina del Gabinet, Francis Maude, va anunciar que la BNFL seria abolida juntament amb altres organitzacions governamentals.